# Iljuschin Il-114
Die Iljuschin Il-114 (russisch Ильюшин Ил-114) ist ein zweimotoriges leichtes Fracht- und Regionalpassagierflugzeug aus sowjetischer bzw. russischer Produktion. Es ist für den Binnenflugverkehr bis 1000 km vorgesehen. Die Il-114 wurde als Ersatz für die Antonow An-24/26/30/32 konzipiert und kann auch Graspisten nutzen. Bei der Konstruktion des Flugzeugs wurde auf leise und sparsame Triebwerke geachtet. Als Frachtmaschine angeboten besitzt die Maschine auf der linken Seite ein 3,31 m × 1,78 m großes Ladetor.

## Konstruktion

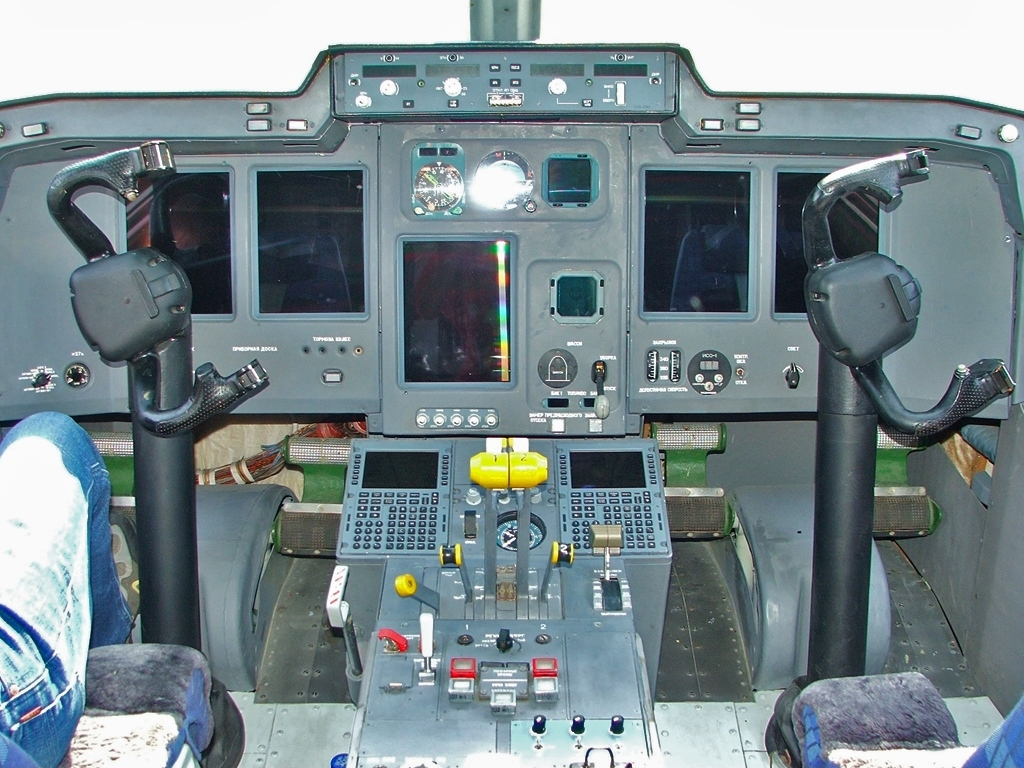
Cockpit einer Il-114-100

Die Iljuschin Il-114 wurde als konventioneller freitragender Tiefdecker in Ganzmetallbauweise konzipiert. Bei der Konstruktion wurde besonderer Wert auf einen erhöhten Anteil von Verbundwerkstoffen an der Gesamtkonstruktion gelegt, um die Leermasse zu senken und die Wirtschaftlichkeit zu erhöhen. Die Ausrüstung des Flugzeugs ist dafür ausgelegt, von Flughäfen mit gering ausgebauter Infrastruktur und widrigen Klimabedingungen aus operieren zu können. Ein weiterer neuer Aspekt, der in die Konstruktion der Maschine einfloss, war die Verwendung eines Glascockpits mit fünf Bildschirmen und einer elektronischen Avionik für eine Zweipersonen-Cockpitcrew. Die Passagierkabine ist 18,9 m lang, 2,64 m breit und 1,92 m hoch. Für die Anordnung der Passagiersitze wurde eine 2+2-Konfiguration mit einem Mittelgang ausgewählt.

## Geschichte

### Erste Serie 1990–2018
Die Il-114 entstand aufgrund eines 1983 von der Aeroflot erteilten Auftrages für einen Nachfolger der An-24. Die Konstruktionsphase erfolgte 1984/85, und ab Anfang 1986 begann der Bau. Der erste von drei Prototypen (Kennzeichen СССР–54000) flog am 29. März 1990 mit Wjatscheslaw Semjonowitsch Beloussow vom Testzentrum Schukowski aus zum ersten Mal. Zwei weitere wurden für Belastungs- und Statiktests am Boden verwendet. Die erste Serienmaschine absolvierte am 7. August 1992 den Erstflug. Die Auslieferung begann 1994.
Die Variante Il-114-100 wurde mit Pratt&Whitney-PW127-HTriebwerken und einem Sextant-Avionik-System angeboten. Der erste Prototyp mit westlicher Technik hatte seinen Erstflug am 26. Januar 1999.
Neben der Produktion in Moskau wurde das Flugzeug auch in einer Fertigungsstätte in Taschkent, Usbekistan, gebaut. Die dortige Produktion litt 1998 unter den hohen russischen Zollgebühren für alle russischen Komponenten. Zu diesem Zeitpunkt war Usbekistan Airways der einzige Kunde mit Festbestellungen. Zwei Exemplare flogen später bei Vyborg Airlines mit Klimow Triebwerken. Trotz des anfänglichen Interesses seitens bulgarischer, polnischer, rumänischer und ukrainischer Fluglinien blieben Bestellungen aus. Die Fertigung wurde deshalb 2012 eingestellt. Von den 20 produzierten Maschinen flogen die letzten sechs in Usbekistan bei Uzbekistan Airways bis ins Jahr 2018. Die 10 ab 2002 an Usbekistan Airways aufgelieferten Flugzeuge waren mit Pratt&Whitney Triebwerken ausgerüstet.

### Zweite Serie ab 2016 – Il-114-300
Eine Neuauflage des Programms erfolgte aufgrund der Einstellung des An-140-Programms bei Awiakor in Samara im Jahre 2015 im Zusammenhang mit dem Ukraine-Konflikt. Im Frühjahr 2016 wurde bei der Zuteilung der staatlichen Mittel zur Förderung der Flugzeugindustrie das Programm Il-114 berücksichtigt. Die neue und wesentlich überarbeitete Version mit der Bezeichnung Il-114-300 besteht ausschließlich aus russischen Bauteilen. Neben einer neuen Avionik ist das Flugzeug mit Triebwerken vom Typ Klimow TW7-117ST ausgestattet. Die Erprobung dieses Triebwerks begann am 12. September 2017 in Schukowski an einer Il-76LL.
Bis 2018 sollte nach damaliger Planung die Zertifizierung der neuen Version erfolgen und 2022 die ersten Flugzeuge ausgeliefert werden; im Jahr 2019 wurde mit der Montage des ersten Flugzeugs begonnen und für nach 2021, nach der Lieferung aller Komponenten, die Flugerprobung erwartet. Die Zertifizierung des Flugzeugs mit einer maximalen Kapazität von 50 bis 68 Sitzen sollte nun im Jahr 2022 erfolgen. Ab 2023 soll die Il-114-300 in Luchowizy endmontiert werden. Bauteile werden bei Sokol in Nischni Nowgorod sowie bei VASO und Aviastar in Woronesch respektive Uljanowsk hergestellt. Das Flugzeug ist für eine Lebensdauer von 30 Jahren beziehungsweise 30.000 Flugstunden respektive 30.000 Flugbewegungen ausgelegt worden. Ende 2019 lagen 19 Kaufabsichtserklärungen für das Flugzeug vor und eine militärische Version war in Planung.
Ende September 2020 erfolgten die Tests mit den Triebwerken Klimow TW7-117ST an der ersten fertiggestellten Il-114-300. Nach Rolltests im November erfolgte der Erstflug am 16. Dezember 2020. Eine zweite Il-114-300 hatte sich im Oktober 2020 in der Endmontage befunden. Nach dem Absturz des Prototyps der Iljuschin Il-112 im August 2021 verzögerte sich die Erprobung. Der Absturz ist wahrscheinlich auf Triebwerksprobleme zurückzuführen, für die Il-114 sind die gleichen Triebwerke vorgesehen.
Während es sich beim ersten Prototypen der Il-114-300 um eine umgebaute Maschine der ersten Serie handelte, wurde die zweite Maschine der Serie mit Neuteilen gebaut und erhielt eine verbesserte Zelle. Die ersten Serienmaschinen sollen ab 2023 an die staatliche Leasingfirma GTLK gehen, als deren erster Leasing-Interessent während der MAKS 2021 die halbstaatliche Aurora Airlines gemeldet worden war. Der Bedarf für das Muster wurde auf 100 Flugzeuge geschätzt, mit Sonderausführungen bis 150.

## Varianten
- Il-114 – Erstes Produktionsmodell

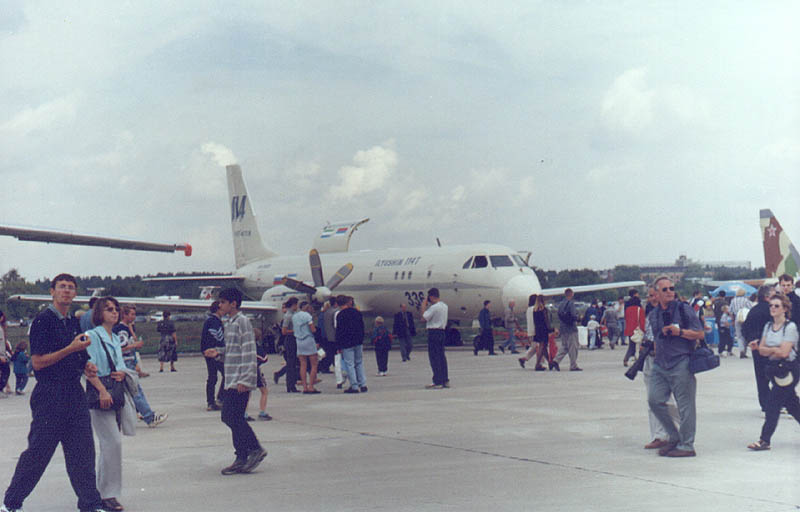
Iljuschin Il-114T, MAKS 1999

- Il-114-100 – Exportvariante, Erstflug am 26. Januar 1999 in Taschkent. Zwei Turboprops PW-127 von Pratt & Whitney Canada. 64 Passagiere
- Il-114-300 – modernisierte Version mit Triebwerk TW7-117ST
- Il-114T – Frachtversion. Il-114T geliefert nach Schukowski für Zulassungstest im März 2001. Zwei Stück gebaut im April 2001.
- Il-114P – Seeaufklärer.
- Il-114MP – Seeaufklärer/U-Jagd.
- Il-114FK – militärische Aufklärungs-, ELINT-, Foto- oder Kartographieversion.
- Il-114PR – SIGINT/AEW
- Il-140 – AWACS
- Il-140M – maritime Patrouillen-, Umweltüberwachungs-, Such- und Rettungsvariante.
- Il-112 – aus der Il-114 abgeleiteter Hochdecker-Militärtransporter, in Entwicklung

## Betreiber
Russland
- Russische Seekriegsflotte (1)

 Usbekistan
- Uzbekistan Airways (7) – (2018 außer Dienst gestellt)[24]

## Zwischenfälle
Von den 20 produzierten Einheiten gingen zwei Maschinen verloren:
- Am 5. Juli 1993 stürzte ein Flugzeug (Luftfahrzeugkennzeichen RA-54001) während eines Testflugs am Flughafen Moskau-Schukowski ab. Während des Starts entwickelte das Triebwerk 2 nicht genug Leistung, hinzu kamen Probleme mit dem elektrischen System. Sieben der neun Besatzungsmitglieder an Bord starben (siehe auch Flugunfall einer Iljuschin Il-114 bei Moskau 1993).[25]
- Am 5. Dezember 1999 stürzte ein Frachtflugzeug (Luftfahrzeugkennzeichen UK-91004) unterwegs von Moskau nach Taschkent beim Start ab. Eine starke Windböe verkeilte das Ruder, während die Maschine zur Startlinie rollte, wodurch die Besatzung Schwierigkeiten hatte, die Maschine auf Kurs zu halten. Trotzdem entschied sich der Kapitän zum Start. Unmittelbar nach dem Abheben gierte die Maschine nach links, kollidierte mit einer Mauer und ging in Flammen auf. Fünf der sieben Besatzungsmitglieder starben (siehe auch Flugunfall einer Iljuschin Il-114 bei Moskau 1999).[26]

## Technische Daten
| Kenngröße               | Daten                                                                                |
| ----------------------- | ------------------------------------------------------------------------------------ |
| Besatzung               | 2                                                                                    |
| Passagiere/Ladung       | 60 / als Frachter max. 6500 kg Ladung                                                |
| Länge                   | 26,88 m                                                                              |
| Spannweite              | 30,00 m                                                                              |
| Höhe                    | 9,32 m                                                                               |
| Flügelfläche            | 81,90 m²                                                                             |
| Flügelstreckung         | 11,0                                                                                 |
| Rumpfdurchmesser        | 2,86 m                                                                               |
| Radstand                | 9,13 m                                                                               |
| Leermasse               | 13.700 kg                                                                            |
| max. Startmasse         | 21.000 kg (Passagierversion) 23.500 kg (Frachtversion)                               |
| Triebwerke              | 2× Propellerturbine Klimow TW7-117S mit je 2.500 PS (1.839 kW)                       |
| Luftschrauben           | Aerosila-Sechsblatt-Propeller mit 3,6 m Durchmesser                                  |
| Höchstgeschwindigkeit   | 500 km/h in 8150 m Höhe                                                              |
| Reiseflughöhe           | 8150 m                                                                               |
| Reichweite              | mit 5400 kg Nutzlast: 1000 km mit 3000 kg Nutzlast: 3250 km max. Reichweite: 5800 km |
| Start-/Landerollstrecke | ca. 1500 m                                                                           |